# Ptychandra bazilana
Ptychandra bazilana är en fjärilsart som beskrevs av Hans Fruhstorfer 1911. Ptychandra bazilana ingår i släktet Ptychandra och familjen praktfjärilar. Inga underarter finns listade.